# Autrans
Autrans è un comune francese soppresso e frazione del dipartimento dell'Isère della regione dell'Alvernia-Rodano-Alpi. Dal 1º gennaio 2016 si è fuso con il comune di Méaudre per formare il nuovo comune di Autrans-Méaudre-en-Vercors.
Stazione sciistica specializzata nello sci nordico, ospita il trampolino Le Claret e varie piste da sci di fondo, strutture che ospitarono tra l'altro alcune gare dello sci nordico ai X Giochi olimpici invernali di Grenoble 1968 e tappe della Coppa del Mondo di combinata nordica e di sci di fondo.

## Storia

### Simboli
Lo stemma è stato adottato nel 1977. Nella prima parte dello scudo è rappresentato il blasone dell'antico casato di Sassenage, poiché il comune faceva un tempo parte del marchesato di Sassenage. Il fiocco di neve ricorda come Autrans sia al giorno d'oggi un importante centro per la pratica dello sci nordico.

## Società

### Evoluzione demografica
Abitanti censiti